# Bogna Jóźwiak
Bogna Jóźwiak (n. 25 aprilie 1983, Poznań, Polonia) este o scrimeră poloneză specializată pe sabie, laureată cu bronz la Campionatul European din 2006 și la Campionatul Mondial din 2007, iar vicecampioană europeană pe echipe în 2006.
A participat la Jocurile Olimpice din 2008 de la Beijing, unde a fost învinsă în turul doi de americanca Mariel Zagunis, care a cucerit medalia de aur în cele din urmă. La proba pe echipe, Polonia a pierdut în sferturi de finală și s-a clasat pe locul 6.

## Legături externe
- en  Prezentare Arhivat în 19 octombrie 2013, la Wayback Machine. la Confederația Europeană de Scrimă
- en Bogna Jóźwiak la Olympedia.org